# Makénéné
Makénéné es una comuna camerunesa perteneciente al departamento de Mbam-et-Inoubou de la región del Centro.
En 2005 tiene 16 564 habitantes, de los que 13 974 viven en la capital comunal homónima.
Se ubica sobre la carretera N4 en el oeste de la región. Su territorio limita con las regiones Occidental y Litoral.

## Localidades
Comprende la ciudad de Makénéné y las siguientes localidades:
- Kinding-Nde
- Kinding-Ndjabi
- Nyokon I
- Nyokon II
- Nyokon III
- Nyokon IV